# Латухія
Латухія (Emberiza siemsseni) — вид горобцеподібних птахів родини вівсянкових (Emberizidae).

## Назва
Видовий епітет вшановує німецького купця Георга Теодора Сімссена (1816-1876), який був консулом у Китаї.

## Поширення
Ендемік Китаю. Населяє субтропічні або тропічні вологі чагарники.

## Опис
Дрібний птах, завдовжки 13 см і важить 20 г.

## Спосіб життя
Всеїдний птах. Поїдає насіння, комах та інших дрібних безхребетних.